# Jean-Christian Spahni
Jean-Christian Spahni, né à Genève le 7 novembre 1923 et mort dans la même ville le 26 octobre 1992, est un ethnologue et archéologue suisse, spécialiste des populations amérindiennes des Andes. Il oriente ses premières recherches vers l'archéologie, en Europe puis en Amérique du Sud, avant de s'orienter définitivement vers l'ethnologie à partir des années 1960. Auteur de plusieurs ouvrages sur les populations amérindiennes d'Amérique du Sud, dont il partage la vie pendant plusieurs années, il se distingue par la précision avec laquelle il décrit leurs coutumes.

## Biographie
Après une formation et un premier emploi dans le domaine du commerce international, Spahni s'oriente vers les sciences, d'abord biologie et physiologie entre 1943 et 1952, commençant en parallèle des recherches archéologiques à partir de 1948. Après des séjours à Vienne et à Londres, il s'installe à partir de 1954 en Espagne où il conduit des recherches archéologiques et ethnographiques en Andalousie, étudiant en particulier la céramique populaire de Grenade.
À partir de 1960, il oriente ses recherches vers l'Amérique du Sud, d'abord dans le désert d'Atacama, au Chili. Il y étudie les peintures rupestres, la céramique traditionnelle, l'élevage des lamas, et fouille plusieurs cimetières. Il crée également, sur proposition de Grete Mostny (directrice du Museum national d'Histoire Naturelle du Chili), le Musée archéologique de Calama, dont il quitte la direction en 1962 à la suite de conflits avec cette dernière sur le non-retour d'objets prêtés par le Museum au Musée archéologique de Calama. En 1964, Spahni quitte le Chili pour le Pérou et se tourne définitivement vers l'ethnographie au détriment de l'archéologie. Entre 1971 et 1981, il publie différents ouvrages et films tournés vers le grand public, avec pour objet de valoriser l'image des indiens des Andes et de dénoncer les méfaits de la colonisation. Il vit cinq ans en Amérique centrale parmi les mayas au début des années 1980, avant de voyager vers l'Asie. Il décède subitement à Genève en 1992, victime d'un cancer.

## Un scientifique en marge du milieu universitaire
Alors qu'au début de sa carrière il participe de façon classique à la recherche universitaire, publiant de nombreux articles dans des revues spécialisées, il s'en détache à partir des années 1970 privilégiant l'écriture d'ouvrages pour le grand public, dans un style qui se différencie nettement du style austère en vigueur dans les publications universitaires. Il se signale également par une forte implication personnelle dans ses sujets de recherche, accordant une grande importance aux relations personnelles qu'il entretient avec les populations qu'il étudie, n'hésitant pas à s'autoproclamer le « défenseur » de  « ses indiens ». Contrairement à d'autres ethnologues, dont il réprouve les méthodes, Spahni tient à vivre avec les populations qu'il étudie pendant de longues périodes et vise à toucher l'opinion publique par ses ouvrages. Il ne se détache toutefois pas complètement des préjugés de son époque sur le caractère « primitif » des populations qu'il étudie, qu'il idéalise parfois comme des « bons sauvages ». Malgré cela, son travail d'ethnographe reste d'une qualité incontestable, en particulier par la précision de ses descriptions des coutumes des populations indigènes d'Amérique dont il a partagé la vie pendant de longues années.

### Ouvrages
Liste non exhaustive :
- L'Alpujarra : secrète Andalousie (La Baconnière, Neuchâtel, 1959)
- Les Indiens de la Cordillère des Andes (Société continentale d’éditions modernes illustrées, Paris, 1967, coll. Connaissance des Amériques)
- L'Équateur au milieu du monde (Société continentale d’éditions modernes illustrées, Paris, 1972, coll. Connaissance des Amériques)
- La Route des épices (Silva, Zürich, 1991)
- L'Amérique du Sud (avec José Marin Gonzales, Silva, Zürich, 1994)